# Skałka (województwo śląskie)
Skałka – wieś w Polsce położona w województwie śląskim, w powiecie zawierciańskim, w gminie Włodowice.
W latach 1975–1998 miejscowość położona była w województwie częstochowskim.

## Historia
Na początku wieś Skałka wchodziła w skład klasztoru augustianów z Wrocławia. W latach 1488–1622 posiadaczami wsi była rodzina von Geresleben. W połowie XVIII wieku wszystkie dobra w miejscowości Skałka były własnością Ernesta von Sterberga, natomiast w 1786 roku Skałka została sprzedana grafom von Posadowsky. W kolejnych latach majątek przynależał do rodziny Eisfeld. W pierwszej kolejności zarządzał nim Karol Fryderyk, później Jan Karol.

## Zabytki
- Kościół pw. Św. Marii Magdaleny,
- pomnik św. Jana Nepomucena[3].